# Beata Guczalska
Beata Laura Guczalska (ur. 1963) – polska teatrolog i historyk teatru, prorektor Akademii Sztuk Teatralnych im. Stanisława Wyspiańskiego w Krakowie.

## Życiorys
Urodzona w Łodzi. Szkołę podstawową, muzyczną I stopnia i Liceum Ogólnokształcące im. Konarskiego ukończyła w 1981 r. w Oświęcimiu. Absolwentka teatrologii na Uniwersytecie Jagiellońskim (1986). W 1998 na Wydziale Filologicznym UJ otrzymała stopień doktorski na podstawie pracy pt. Jerzy Jarocki – artysta teatru, promotorem pracy był profesor Emil Orzechowski. Habilitowała się w 2015 na Wydziale Polonistyki UJ na podstawie oceny dorobku naukowego i rozprawy pt. Aktorstwo polskie: generacje. Była dziekanem Wydziału Reżyserii  Dramatu Państwowej Wyższej Szkoły Teatralnej im. Ludwika Solskiego w Krakowie, w 2016 została prorektorem tej uczelni, przemianowanej w 2017 na Akademię Sztuk Teatralnych im. Stanisława Wyspiańskiego. Pracuje tam na stanowisku profesora nadzwyczajnego.
Laureatka Nagrody Polskiego Towarzystwa Badań Teatralnych (2015) oraz nagrody dla „Teatralnej Książki Roku“ przyznawanej w ramach Nagrody im. Stanisława Ignacego Witkiewicza (2015) za książkę Aktorstwo polskie. Generacje. W lutym 2025 otrzymała nagrodę Krakowska Książka Miesiąca za publikację Konrad Swinarski. Biografia ukryta. W kwietniu 2025 odebrała Nagrodę Polskiego Towarzystwa Badań Teatralnych za najlepszą publikację książkową z zakresu wiedzy o dramacie, teatrze, widowiskach i innych sztukach performatywnych. W lipcu 2025 została finalistką Górnośląskiej Nagrody Literackiej „Juliusz” za książkę „Konrad Swinarski. Biografia ukryta”  (Wydawnictwo Literackie).    